# Die Pfefferkörner/Liste der Darsteller

Logo von 1999 bis 2016

Dies ist eine Übersicht über die wichtigsten Figuren der Kinder- und Jugendserie Die Pfefferkörner.

## 1. Generation (Folgen 1–36)
| Schauspieler             | Rollenname                                  | Folgen | Staffeln | Jahre     | Bemerkungen |
| ------------------------ | ------------------------------------------- | ------ | -------- | --------- | --- |
| Die Pfefferkörner:       |                                             |        |          |           | |
| Anna-Elena Herzog        | Jana Holstein-Coutré                        | 1–36   | 1–3      | 1999–2003 | Stiefschwester von Cem, Halbschwester von Janosch, Ex-Freundin von Niklas                                              |
| İhsan Ay                 | Cem Gülec                                   | 1–36   | 1–3      | 1999–2003 | Stiefbruder von Jana, Vollwaise                                                                                        |
| Vijessna Ferkic          | Marija Natalia „Natascha“/„Tascha“ Jaonzäns | 1–36   | 1–3      | 1999–2003 | Cousine von Katja, Freundin von Fiete                                                                                  |
| Julian Paeth             | Philipp „Fiete“ Overbeck                    | 1–36   | 1–3      | 1999–2003 | Bruder von Vivi, Adoptivbruder von Jojo, Freund von Tascha                                                             |
| Aglaja Brix              | Vivien „Vivi“ Overbeck                      | 1–36   | 1–3      | 1999–2003 | Schwester von Fiete, Adoptivschwester von Jojo                                                                         |
| Die Eltern:              |                                             |        |          |           | |
| Annette Mayer            | Anne Overbeck                               | 1–13   | 1        | 1999–2000 | Fietes und Vivis Eltern, Jojos Adoptiveltern, Eigentümer des Gewürzhandels „Overbeck & Consorten“ in der Speicherstadt |
| Nina Hoger               | Anne Overbeck                               | 14–36  | 2–3      | 2001–2003 | Fietes und Vivis Eltern, Jojos Adoptiveltern, Eigentümer des Gewürzhandels „Overbeck & Consorten“ in der Speicherstadt |
| Alexander Pelz           | Jochen Overbeck                             | 1–13   | 1        | 1999–2000 | Fietes und Vivis Eltern, Jojos Adoptiveltern, Eigentümer des Gewürzhandels „Overbeck & Consorten“ in der Speicherstadt |
| Jophi Ries               | Jochen Overbeck                             | 14–36  | 2–3      | 2001–2003 | Fietes und Vivis Eltern, Jojos Adoptiveltern, Eigentümer des Gewürzhandels „Overbeck & Consorten“ in der Speicherstadt |
| Katharina Naumow         | Ilze Jaonzäns                               | 1–36   | 1–3      | 1999–2003 | Nataschas Eltern, Katjas Onkel und Tante                                                                               |
| Jurij Schrader           | Andrej Jaonzäns                             | 1–12   | 1        | 1999–2000 | Nataschas Eltern, Katjas Onkel und Tante                                                                               |
| Denis Burgazliev         | Andrej Jaonzäns                             | 18–36  | 2–3      | 2001–2003 | Nataschas Eltern, Katjas Onkel und Tante                                                                               |
| Sabine Vitua             | Elisabeth Holstein-Coutré                   | 1–36   | 1–3      | 1999–2003 | Janas Mutter, Cems Stiefmutter, Ex-Frau von Sebastian, Freundin von Kemal, Rechtsanwältin                              |
| Max Herbrechter          | Sebastian Holstein-Coutré                   | 4–35   | 1–3      | 1999–2003 | Janas Vater, Ex-Mann von Elisabeth, Ex-Freund von Celine, Freund und später Mann von Jacqueline, Vater von Janosch     |
| Johanna-Christine Gehlen | Celine                                      | 4–9    | 1        | 1999–2000 | Ex-Freundin von Sebastian                                                                                              |
| Miriam Lahnstein         | Jacqueline Holstein-Coutré                  | 14–29  | 2–3      | 2001–2003 | Freundin und später Frau von Sebastian, Mutter von Janosch, Stiefmutter von Jana                                       |
| Ercan Özçelik            | Kemal Gülec                                 | 2–26   | 1–2      | 1999–2002 | Cems Onkel und Erziehungsberechtigter, Janas Stiefvater, Freund von Elisabeth, Streetworker                            |
| Weitere:                 |                                             |        |          |           | |
| Gäste:                   |                                             |        |          |           | |
| Lukas Decker             | Paul Hansen                                 | 33, 34 | 3        | 2003      | |
| Steffen Münster          | Matten Hansen                               | 33     | 3        | 2003      | Pauls Vater, Kleinschiffer                                                                                             |
| Jana Fomenko             | Katja Jelena Makarowa                       | 33, 34 | 3        | 2003      | Cousine von Tascha |
| Carlotta Cornehl         | Johanna „Jojo“ Overbeck (geb. Erdbrink)     | 35, 36 | 3        | 2003      | Adoptivschwester von Fiete und Vivi, Vollwaise                                                                         |
| Sonstige:                |                                             |        |          |           | |
| Charlotte Crome          | Rita Schmitz                                | 1–7    | 1        | 1999–2000 | Lehrerin |
| Rolf Nagel               | Uli Mertens                                 | 2–25   | 1–2      | 1999–2002 | Zollbeamter, guter Freund, Besitzer der Hündin Cola                                                                    |
| Siemen Rühaak            | Kommissar Dreyer                            | 7–30   | 1–3      | 2000–2003 | Kommissar |
| Moritz Scholz            | Niklas Rasmussen                            | 18–26  | 2        | 2001–2002 | Janas Ex-Freund |
| Josef Ostendorf          | Pastor Götze                                | 18–29  | 2–3      | 2001–2003 | Pastor an St. Katharinen                                                                                               |
| Sema Poyraz              | Emine Gülec                                 | 24     | 2        | 2002      | Cems Oma |
| Gerhard Olschewski       | Otto                                        | 33     | 3        | 2003      | guter Freund, Mitarbeiter von Pauls Vater                                                                              |

## 2. Generation (Folgen 37–52)
| Schauspieler           | Rollenname                              | Folgen | Staffeln | Jahre     | Bemerkungen |
| ---------------------- | --------------------------------------- | ------ | -------- | --------- | --- |
| Die Pfefferkörner:     |                                         |        |          |           | |
| Aglaja Brix            | Vivien „Vivi“ Overbeck                  | 37–52  | 3–4      | 2003–2005 | Schwester von Fiete, Adoptivschwester von Jojo, Freundin von Paul                                                      |
| Carlotta Cornehl       | Johanna „Jojo“ Overbeck (geb. Erdbrink) | 37–52  | 3–4      | 2003–2005 | Adoptivschwester von Fiete und Vivi, Vollwaise                                                                         |
| Lukas Decker           | Paul Hansen                             | 37–52  | 3–4      | 2003–2005 | Ex-Freund von Katja, Freund von Vivi                                                                                   |
| Jana Fomenko           | Katja Jelena Makarowa                   | 37–52  | 3–4      | 2003–2005 | Cousine von Tascha, Ex-Freundin von Paul                                                                               |
| Tim Patrick Chan       | Xiaomeng „Panda“ Weidtmann              | 37–52  | 3–4      | 2003–2005 | Cousin von Gong-Mai |
| Die Eltern:            |                                         |        |          |           | |
| Mey Lan Chao           | Xing Xing Weidtmann                     | 37–51  | 3–4      | 2003–2004 | Pandas Eltern, Betreiber des Teekontors Weidtmann                                                                      |
| Christian Maria Goebel | Peter Weidtmann                         | 37–51  | 3–4      | 2003–2004 | Pandas Eltern, Betreiber des Teekontors Weidtmann                                                                      |
| Nina Hoger             | Anne Overbeck                           | 37–51  | 3–4      | 2003–2004 | Fietes und Vivis Eltern, Jojos Adoptiveltern, Eigentümer des Gewürzhandels „Overbeck & Consorten“ in der Speicherstadt |
| Jophi Ries             | Jochen Overbeck                         | 37–48  | 3–4      | 2003–2004 | Fietes und Vivis Eltern, Jojos Adoptiveltern, Eigentümer des Gewürzhandels „Overbeck & Consorten“ in der Speicherstadt |
| Katharina Naumow       | Ilze Jaonzäns                           | 38–42  | 3–4      | 2003–2004 | Nataschas Eltern, Katjas Onkel und Tante                                                                               |
| Denis Burgazliev       | Andrej Jaonzäns                         | 38–42  | 3–4      | 2003–2004 | Nataschas Eltern, Katjas Onkel und Tante                                                                               |
| Steffen Münster        | Matten Hansen                           | 38–50  | 3–4      | 2003–2004 | Pauls Vater, Kleinschiffer                                                                                             |
| Weitere:               |                                         |        |          |           | |
| Gäste:                 |                                         |        |          |           | |
| Julian Paeth           | Philipp „Fiete“ Overbeck                | 43     | 4        | 2004      | Bruder von Vivi, Adoptivbruder von Jojo, Freund von Tascha                                                             |
| Miriam Lahnstein       | Jacqueline                              | 46     | 4        | 2004      | Frau von Sebastian, Mutter von Janosch, Stiefmutter von Jana                                                           |
| Anna-Elena Herzog      | Jana Holstein-Coutré                    | 48     | 4        | 2004      | Stiefschwester von Cem, Halbschwester von Janosch                                                                      |
| Sonstige:              |                                         |        |          |           | |
| Rolf Nagel             | Uli Beneke (bis Staffel 3 Uli Mertens)  | 37–52  | 3–4      | 2003–2005 | Zollbeamter, guter Freund, Besitzer der Hündin Cola                                                                    |
| Gerhard Olschewski     | Otto                                    | 38–48  | 3–4      | 2003–2004 | guter Freund, Mitarbeiter von Pauls Vater                                                                              |
| Ivo Möller             | Lasse                                   | 39–41  | 3–4      | 2003–2004 | Vivis Ex-Schwarm |
| Xinhai Wang            | Gong-Mai                                | 50     | 4        | 2004      | Cousine von Panda |

## 3. Generation (Folgen 53–80)
| Schauspieler        | Rollenname                                  | Folgen | Staffeln | Jahre     | Bemerkungen |
| ------------------- | ------------------------------------------- | ------ | -------- | --------- | --- |
| Die Pfefferkörner:  |                                             |        |          |           | |
| Laura Gabriel       | Lilly Theede                                | 53–80  | 5–7      | 2008–2010 | Stiefschwester von Yeliz, Halbschwester von Max, Ex-Freundin von Max, Freundin von Laurenz, Halbwaise                                      |
| Moritz Glaser       | Karol Adamek                                | 53–80  | 5–7      | 2008–2010 | Freund von Yeliz |
| Mira Lieb           | Yeliz Surat                                 | 53–80  | 5–7      | 2008–2010 | Stiefschwester von Lilly, Halbschwester von Max, Ex-Freundin von Laurenz, Freundin von Karol                                               |
| Tim Tiedemann       | Laurenz Krogmann                            | 53–80  | 5–7      | 2008–2010 | Bruder von Marie, Cousin von Sophie und Emma, Ex-Freund von Yeliz, Freund von Lilly                                                        |
| Nina Flynn          | Marie Krogmann                              | 53–80  | 5–7      | 2008–2010 | Schwester von Laurenz, Cousine von Sophie und Emma                                                                                         |
| Die Eltern:         |                                             |        |          |           | |
| Katharina Spiering  | Rika Krogmann                               | 53–80  | 5–7      | 2008–2010 | Laurenz und Maries Eltern, Betreiber des Teekontors Krogmann in der Speicherstadt, Tante und Onkel von Sophie und Emma                     |
| Samuel Weiss        | Thomas Krogmann                             | 53–80  | 5–7      | 2008–2010 | Laurenz und Maries Eltern, Betreiber des Teekontors Krogmann in der Speicherstadt, Tante und Onkel von Sophie und Emma                     |
| Steffen Groth       | Roman Che Theede                            | 53–80  | 5–7      | 2008–2010 | Lillys und Max Vater, Freund von Hatice, Mitarbeiter bei der Port Security, Sohn von Inga                                                  |
| Barbara Nüsse       | Inga Theede                                 | 53–76  | 5–6      | 2008–2009 | Lillys und Max Oma, Psychotherapeutin, Mutter von Roman                                                                                    |
| Sascha Laura Soydan | Hatice Surat                                | 54–76  | 5–6      | 2008–2009 | Yeliz und Max Mutter, Freundin von Roman, Rechtsanwältin                                                                                   |
| Katerina Poladjan   | Janina Adamek                               | 56–77  | 5–6      | 2008–2009 | Karols Eltern, Betreiber einer Hafenkantine, Janina ist die Cousine von Pawel                                                              |
| Marek Gierszał      | Tadeusz Adamek                              | 56–77  | 5–6      | 2008–2009 | Karols Eltern, Betreiber einer Hafenkantine, Janina ist die Cousine von Pawel                                                              |
| Weitere:            |                                             |        |          |           | |
| Gäste:              |                                             |        |          |           | |
| Vijessna Ferkic     | Marija Natalia „Natascha“/„Tascha“ Jaonzäns | 53     | 5        | 2008      | Cousine von Katja, Ex-Freundin von Fiete, Polizeianwärterin                                                                                |
| Katherina Unger     | Sophie Krogmann                             | 80     | 7        | 2010      | Schwester von Emma, Cousine von Laurenz und Marie                                                                                          |
| Aurelia Stern       | Emma Krogmann                               | 80     | 7        | 2010      | Schwester von Sophie, Cousine von Laurenz und Marie                                                                                        |
| Verena Mundhenke    | Maike Krogmann                              | 80     | 7        | 2010      | Sophies und Emmas Eltern, übernehmen das Teekontor von Rika (Hannes’ Schwester) und Thomas Krogmann, Tante und Onkel von Laurenz und Marie |
| Jörn Knebel         | Hannes Krogmann                             | 80     | 7        | 2010      | Sophies und Emmas Eltern, übernehmen das Teekontor von Rika (Hannes’ Schwester) und Thomas Krogmann, Tante und Onkel von Laurenz und Marie |
| Sonstige:           |                                             |        |          |           | |
| Sven Waasner        | Nils Quaschner                              | 53–80  | 5–7      | 2008–2010 | mit Karols Vater befreundeter Polizist bei der Wasserschutzpolizei in Hamburg                                                              |
| Martin Becker       | Pawel                                       | 64     | 5        | 2008      | Cousin von Janina Adamek |
| Katharina Schütz    | Marlies Schröder-Hartmann                   | 67     | 6        | 2009      | Direktorin |
| Jannik Schümann     | Max                                         | 70–73  | 6        | 2009      | Lillys Ex-Freund, Maries Ex-Schwarm |

## 4. Generation (Folgen 81–104)
| Schauspieler       | Rollenname                                  | Folgen  | Staffeln | Jahre     | Bemerkungen |
| ------------------ | ------------------------------------------- | ------- | -------- | --------- | --- |
| Die Pfefferkörner: |                                             |         |          |           | |
| Katherina Unger    | Sophie Krogmann                             | 81–104  | 7–8      | 2010–2011 | Schwester von Emma, Cousine von Laurenz und Marie, Ex-Freundin von Lukas, Freundin von Themba                                              |
| Aurelia Stern      | Emma Krogmann                               | 81–104  | 7–8      | 2010–2011 | Schwester von Sophie, Cousine von Laurenz und Marie                                                                                        |
| Coco Nima          | Themba Bruhns-Mcomo                         | 81–104  | 7–8      | 2010–2011 | Ex-Freund von Alisa, Freund von Sophie |
| Lale H. Mann       | Lina Lange                                  | 81–104  | 7–8      | 2010–2011 | Cousine von Henri, Freundin von Rasmus, Halbwaise                                                                                          |
| Julian Winterbach  | Rasmus Bo Nilsen                            | 81–104  | 7–8      | 2010–2011 | Freund von Lina |
| Die Eltern:        |                                             |         |          |           | |
| Verena Mundhenke   | Maike Krogmann                              | 81–101  | 7–8      | 2010–2011 | Sophies und Emmas Eltern, übernehmen das Teekontor von Rika (Hannes’ Schwester) und Thomas Krogmann, Tante und Onkel von Laurenz und Marie |
| Jörn Knebel        | Hannes Krogmann                             | 81–101  | 7–8      | 2010–2011 | Sophies und Emmas Eltern, übernehmen das Teekontor von Rika (Hannes’ Schwester) und Thomas Krogmann, Tante und Onkel von Laurenz und Marie |
| Matthias Klimsa    | Jan Lange                                   | 81–104  | 7–8      | 2010–2011 | Linas Vater, Henris Onkel, Bruder von Elisabeth, Pastor auf der Flussschifferkirche                                                        |
| Katrin Weisser     | Lene Bader (geb. Nilsen)                    | 82–104  | 7–8      | 2010–2011 | Rasmus’ Mutter, Rechtsanwältin, Freundin und später Frau von Sven Bader                                                                    |
| Simon Böer         | Sven Bader                                  | 82–104  | 7–8      | 2010–2011 | Polizeihauptkommissar in Hamburg, Freund und später Mann von Lene Nilsens, Stiefvater von Rasmus                                           |
| Paula Paul         | Gabi Bruhns-Mcomo                           | 83–104  | 7–8      | 2010–2011 | Thembas Eltern, Gabi betreibt einen Friseursalon, Dalu ist Taxifahrer                                                                      |
| Nino Sandow        | Dalu Mcomo-Bruhns                           | 83–104  | 7–8      | 2010–2011 | Thembas Eltern, Gabi betreibt einen Friseursalon, Dalu ist Taxifahrer                                                                      |
| Weitere:           |                                             |         |          |           | |
| Gäste:             |                                             |         |          |           | |
| Vijessna Ferkic    | Marija Natalia „Natascha“/„Tascha“ Jaonzäns | 100     | 8        | 2011      | Cousine von Katja, Ex-Freundin von Fiete, Polizeianwärterin                                                                                |
| Julian Paeth       | Philipp „Fiete“ Overbeck                    | 100     | 8        | 2011      | Bruder von Vivi, Adoptivbruder von Jojo |
| Sonstige:          |                                             |         |          |           | |
| Katharina Schütz   | Marlies Schröder-Hartmann                   | 87      | 7        | 2010      | Direktorin |
| Lianna Kerneck     | Alisa                                       | 99–103  | 8        | 2011      | Thembas Ex-Freundin |
| Sandro Wenzing     | Lukas                                       | 100–101 | 8        | 2011      | Sophies Ex-Freund |

## 5. Generation (Folgen 105–117)
| Schauspieler       | Rollenname                | Folgen  | Staffeln | Jahre | Bemerkungen |
| ------------------ | ------------------------- | ------- | -------- | ----- | --- |
| Die Pfefferkörner: |                           |         |          |       | |
| Aurelia Stern      | Emma Krogmann             | 105–117 | 9        | 2012  | Schwester von Sophie, Cousine von Laurenz und Marie                                                                          |
| Bruno Alexander    | Max Paulsen               | 105–117 | 9        | 2012  | Freund von Nina, Vollwaise                                                                                                   |
| Carolin Garnier    | Nina Pellicano            | 105–117 | 9        | 2012  | Schwester von Matteo, Cousine von Marcello, Freundin von Max                                                                 |
| Sammy O’Leary      | Henri Patterson           | 105–117 | 9        | 2012  | Cousin von Lina |
| Die Eltern:        |                           |         |          |       | |
| Jörn Knebel        | Hannes Krogmann           | 105–117 | 9        | 2012  | Sophies und Emmas Vater, übernimmt das Teekontor von Rika (seine Schwester) und Thomas Krogmann, Onkel von Laurenz und Marie |
| Matthias Klimsa    | Jan Lange                 | 105–117 | 9        | 2012  | Linas Vater, Henris Onkel, Bruder von Elisabeth, Pastor auf der Flussschifferkirche, Freund von Svenja                       |
| Orazio Zambelletti | Antonio Pellicano         | 105–116 | 9        | 2012  | Ninas und Matteos Eltern, Antonio ist der Sohn von Carlo, Antonio ist Hausmeister an Ninas Schule                            |
| Clelia Sarto       | Maria Pellicano           | 106–116 | 9        | 2012  | Ninas und Matteos Eltern, Antonio ist der Sohn von Carlo, Antonio ist Hausmeister an Ninas Schule                            |
| Doris Kunstmann    | Magdalena „Leni“ Paulsen  | 106–117 | 9        | 2012  | Max’ Oma, betreibt einen Imbisswagen                                                                                         |
| Dagmar Leesch      | Elisabeth Patterson       | 111     | 9        | 2012  | Henris Mutter, Schwester von Jan, Tante von Lina                                                                             |
| Weitere:           |                           |         |          |       | |
| Gäste:             |                           |         |          |       | |
| Katherina Unger    | Sophie Krogmann           | 105     | 9        | 2012  | Schwester von Emma, Cousine von Laurenz und Marie, Ex-Freundin von Lukas, Freundin von Themba                                |
| Sonstige:          |                           |         |          |       | |
| Katharina Schütz   | Marlies Schröder-Hartmann | 105–116 | 9        | 2012  | Direktorin |
| Robin Huth         | Matteo Pellicano          | 106–116 | 9        | 2012  | Ninas Bruder, Cousin von Marcello, hat das Down-Syndrom                                                                      |
| Stefanie Schmid    | Svenja                    | 112–117 | 9        | 2012  | Polizistin, Freundin von Jan Lange                                                                                           |
| Andreas Wellano    | Carlo Pellicano           | 116     | 9        | 2012  | Opa von Nina, Matteo und Marcello, Vater von Antonio                                                                         |
| Moritz Leu         | Marcello                  | 116     | 9        | 2012  | Cousin von Nina und Matteo, Enkel von Carlo, Neffe von Antonio und Maria                                                     |

## 6. Generation (Folgen 118–131)
| Schauspieler       | Rollenname                   | Folgen  | Staffeln | Jahre     | Bemerkungen |
| ------------------ | ---------------------------- | ------- | -------- | --------- | --- |
| Die Pfefferkörner: |                              |         |          |           | |
| Carolin Garnier    | Nina Pellicano               | 118–131 | 10–11    | 2013–2014 | Schwester von Matteo, Cousine von Marcello, Freundin von Max                                                                |
| Bruno Alexander    | Max Paulsen                  | 118–131 | 10–11    | 2013–2014 | Ex-Freund von Tatja, Freund von Nina, Vollwaise                                                                             |
| Martha Fries       | Jessica „Jessi“ Amsinck      | 118–131 | 10–11    | 2013–2014 | Stiefschwester von Luis |
| Emilio Sanmarino   | Luis de Lima Santos          | 118–131 | 10–11    | 2013–2014 | Stiefbruder von Jessi |
| Die Eltern:        |                              |         |          |           | |
| Markus Knüfken     | Alexander „Alex“ Amsinck     | 118–131 | 10–11    | 2013–2014 | Jessis Vater, Luis’ Stiefvater, Freund später Verlobter und Mann von Isabell de Lima Santos, Architekt                      |
| Lucia Peraza Rios  | Isabell „Isa“ de Lima Santos | 118–131 | 10–11    | 2013–2014 | Luis’ Mutter, Jessis Stiefmutter, Freundin später Verlobte und Frau von Alexander Amsinck, Ex-Frau von Tiago de Lima Santos |
| Orazio Zambelletti | Antonio Pellicano            | 119–131 | 10–11    | 2013–2014 | Ninas und Matteos Eltern, Antonio ist der Sohn von Carlo, Antonio ist Hausmeister und Maria ist Köchin an Ninas Schule      |
| Clelia Sarto       | Maria Pellicano              | 119–131 | 10–11    | 2013–2014 | Ninas und Matteos Eltern, Antonio ist der Sohn von Carlo, Antonio ist Hausmeister und Maria ist Köchin an Ninas Schule      |
| Doris Kunstmann    | Magdalena „Leni“ Paulsen     | 120–131 | 10–11    | 2013–2014 | Max’ Oma, betreibt einen Imbisswagen                                                                                        |
| Manuel Cortez      | Tiago de Lima Santos         | 129     | 10       | 2013      | Luis’ Vater, Ex-Mann von Isabell de Lima Santos                                                                             |
| Weitere:           |                              |         |          |           | |
| Gäste:             |                              |         |          |           | |
| Jaden Dreier       | Niklas Klinger               | 131     | 11       | 2014      | Sohn von Janin Klinger |
| Danilo Kamber      | Anton Cengiz                 | 131     | 11       | 2014      | Zwillingsbruder von Ceyda                                                                                                   |
| Merle de Villiers  | Ceyda Cengiz                 | 131     | 11       | 2014      | Zwillingsschwester von Anton, leidet unter Legasthenie                                                                      |
| Victoria Fleer     | Sonja Cengiz                 | 131     | 11       | 2014      | Antons und Ceydas Mutter, ist Besitzerin einer Bootslagerei, außerdem ist sie Fährschifferin                                |
| Sonstige:          |                              |         |          |           | |
| Katharina Schütz   | Marlies Schröder-Hartmann    | 119     | 10       | 2013      | Direktorin |
| Robin Huth         | Matteo Pellicano             | 119–131 | 10–11    | 2013–2014 | Ninas Bruder, Cousin von Marcello, hat das Down-Syndrom                                                                     |
| Aaron Hilmer       | Diego                        | 119–128 | 10       | 2013      | Mitschüler |
| Alexander Milo     | Milos Tosic                  | 120–126 | 10       | 2013      | Polizist, Max’ Anti-Aggressions-Trainer                                                                                     |
| Anna-Lena Schwing  | Corinna                      | 127–128 | 10       | 2013      | Mitschülerin aus Ninas Theater-AG                                                                                           |
| Maya Franzius      | Tatja                        | 127–128 | 10       | 2013      | Max’ Ex-Freundin |

## 7. Generation (Folgen 132–143)
| Schauspieler       | Rollenname                   | Folgen  | Staffeln | Jahre | Bemerkungen |
| ------------------ | ---------------------------- | ------- | -------- | ----- | --- |
| Die Pfefferkörner: |                              |         |          |       | |
| Martha Fries       | Jessica „Jessi“ Amsinck      | 132–143 | 11       | 2014  | Stiefschwester von Luis, Freundin von Anton                                                                                      |
| Emilio Sanmarino   | Luis de Lima Santos          | 132–143 | 11       | 2014  | Stiefbruder von Jessi |
| Jaden Dreier       | Niklas Klinger               | 132–143 | 11       | 2014  | |
| Danilo Kamber      | Anton Cengiz                 | 132–143 | 11       | 2014  | Zwillingsbruder von Ceyda, Freund von Jessi                                                                                      |
| Merle de Villiers  | Ceyda Cengiz                 | 132–143 | 11       | 2014  | Zwillingsschwester von Anton, hat Legasthenie                                                                                    |
| Die Eltern:        |                              |         |          |       | |
| Victoria Fleer     | Sonja Cengiz                 | 132–143 | 11       | 2014  | Antons und Ceydas Eltern, Sonja ist die Schwestern von Jörn, sind Besitzer einer Bootslagerei, außerdem ist Sonja Fährschifferin |
| Özgür Karadeniz    | Erol Cengiz                  | 132–143 | 11       | 2014  | Antons und Ceydas Eltern, Sonja ist die Schwestern von Jörn, sind Besitzer einer Bootslagerei, außerdem ist Sonja Fährschifferin |
| Markus Knüfken     | Alexander „Alex“ Amsinck     | 133–143 | 11       | 2014  | Jessis Vater, Luis’ Stiefvater, Freund später Verlobter und Mann von Isabell de Lima Santos, Architekt                           |
| Lucia Peraza Rios  | Isabell „Isa“ de Lima Santos | 133–143 | 11       | 2014  | Luis’ Mutter, Jessis Stiefmutter, Freundin später Verlobte und Frau von Alexander Amsinck, Ex-Frau von Tiago de Lima Santos      |
| Lotta Doll         | Janin Klinger                | 134–143 | 11       | 2014  | Niklas’ Mutter, macht eine Ausbildung zur Krankenpflegerin und jobbt nebenher in Oma Lenis Imbiss                                |
| Doris Kunstmann    | Magdalena „Leni“ Paulsen     | 135–143 | 11       | 2014  | Max’ Oma, betreibt einen Imbisswagen                                                                                             |
| Weitere:           |                              |         |          |       | |
| Sonstige:          |                              |         |          |       | |
| Aaron Hilmer       | Diego                        | 132–137 | 11       | 2014  | Mitschüler |
| Katharina Schütz   | Marlies Schröder-Hartmann    | 136     | 11       | 2014  | Direktorin |
| Sebastian Achilles | Jörn                         | 142     | 11       | 2014  | Bruder von Sonja, Onkel von Ceyda und Anton                                                                                      |

## 8. Generation (Folgen 144–169)
| Schauspieler            | Rollenname                      | Folgen  | Staffeln | Jahre     | Bemerkungen |
| ----------------------- | ------------------------------- | ------- | -------- | --------- | --- |
| Die Pfefferkörner:      |                                 |         |          |           | |
| Zoë Malia Moon          | Stella Friese                   | 144–169 | 12–13    | 2015–2016 | Schwester von Pinja und Mika, Ex-Freundin von Ramin, Freundin von Jacob                                            |
| Sina Michel             | Pinja Friese                    | 144–169 | 12–13    | 2015–2016 | Schwester von Stella und Mika, Freundin von Ramin                                                                  |
| Otto von Grevenmoor     | Till Petersen                   | 144–169 | 12–13    | 2015–2016 | Bruder von Luke, Halbwaise                                                                                         |
| Jann Piet               | Ramin Dschami                   | 144–169 | 12–13    | 2015–2016 | Bruder von Jale, Ex-Freund von Stella, Freund von Pinja                                                            |
| Ava Sophie Richter      | Jale Dschami                    | 144–169 | 12–13    | 2015–2016 | Schwester von Ramin                                                                                                |
| Die Eltern:             |                                 |         |          |           | |
| Neda Rahmanian          | Dr. Leyla Dschami               | 144–169 | 12–13    | 2015–2016 | Ramins und Jales Eltern, Navid ist der Sohn von Mamabosorg, Betreiber eines Teppichgeschäftes in der Speicherstadt |
| Neil Malik Abdullah     | Navid Dschami                   | 144–169 | 12–13    | 2015–2016 | Ramins und Jales Eltern, Navid ist der Sohn von Mamabosorg, Betreiber eines Teppichgeschäftes in der Speicherstadt |
| Jodie Leslie Ahlborn    | Katrin Friese                   | 144–169 | 12–13    | 2015–2016 | Stellas, Pinjas und Mikas Eltern, sind Besitzer einer Bootslagerei                                                 |
| Mathias Harrebye-Brandt | Jonne Friese-Halonen            | 145–169 | 12–13    | 2015–2016 | Stellas, Pinjas und Mikas Eltern, sind Besitzer einer Bootslagerei                                                 |
| Tilman Pörzgen          | Luke Petersen                   | 145–168 | 12–13    | 2015–2016 | Tills älterer Bruder, studiert und ist Fahrradkurier, Ex-Freund von "Anne Wahrlich" (Lucy Honeypenny)              |
| Rainer Strecker         | Jens Petersen                   | 165–166 | 13       | 2016      | Lukes und Tills Vater, Kapitän                                                                                     |
| Weitere:                |                                 |         |          |           | |
| Gäste:                  |                                 |         |          |           | |
| Martha Fries            | Jessica „Jessi“ Amsinck         | 144     | 12       | 2015      | Stiefschwester von Luis, Freundin von Anton                                                                        |
| Emilio Sanmarino        | Luis de Lima Santos             | 144     | 12       | 2015      | Stiefbruder von Jessi                                                                                              |
| Jaden Dreier            | Niklas Klinger                  | 144     | 12       | 2015      | |
| Danilo Kamber           | Anton Cengiz                    | 144     | 12       | 2015      | Zwillingsbruder von Ceyda, Freund von Jessi                                                                        |
| Merle de Villiers       | Ceyda Cengiz                    | 144     | 12       | 2015      | Zwillingsschwester von Anton, leidet unter Legasthenie                                                             |
| Sonstige:               |                                 |         |          |           | |
| Sophia Schubert         | Anne Wahrlich (Lucy Honeypenny) | 158–159 | 13       | 2016      | Ex-Freundin von Luke                                                                                               |
| Lilay Huser             | Mamabosorg                      | 163     | 13       | 2016      | Jales und Ramins Oma, Mutter von Navid                                                                             |
| Katharina Schütz        | Marlies Schröder-Hartmann       | 168     | 13       | 2016      | Direktorin |
| Levin Du Hamel          | Jacob                           | 168–169 | 13       | 2016      | Stellas Freund |

## 9. Generation (Folgen 170–185 und1. Kinofilm)
| Schauspieler          | Rollenname                | Folgen  | Staffeln | Jahre     | Kinofilme | Bemerkungen |
| --------------------- | ------------------------- | ------- | -------- | --------- | --------- | --- |
| Die Pfefferkörner:    |                           |         |          |           |           | |
| Marleen Quentin       | Mia Goldman               | 170–185 | 14–15    | 2017–2018 | 1         | Schwester von Alice, Freundin von Benny |
| Emilia Flint          | Alice Goldman             | 170–185 | 14–15    | 2017–2018 | 1, 2      | Schwester von Mia |
| Luke Matt Röntgen     | Johannes von Wied-Litzow  | 170–185 | 14–15    | 2017–2018 | 1         | Freund von Lisha |
| Ruben Storck          | Bennet „Benny“ Jansen     | 170–185 | 14–15    | 2017–2018 | 1         | Freund von Mia |
| Emma Roth             | Lisha Schulze             | 171–185 | 14–15    | 2017–2018 | –         | Freundin von Johannes |
| Die Eltern:           |                           |         |          |           |           | |
| Annika Martens        | Maja Goldman              | 170–185 | 14–15    | 2017–2018 | –         | Mias und Alices Eltern, Maja ist Betreiberin des „Das Goldman - Café und Kaffeerösterei“ in der Speicherstadt, Sam ist Künstler                     |
| Ole Eisfeld           | Sam Goldman               | 170–185 | 14–15    | 2017–2018 | –         | Mias und Alices Eltern, Maja ist Betreiberin des „Das Goldman - Café und Kaffeerösterei“ in der Speicherstadt, Sam ist Künstler                     |
| Altamasch Noor        | Hamit Yildirim            | 170–185 | 14–15    | 2017–2018 | 1         | Bodyguard, Johannes’ Chauffeur |
| Meike Kircher         | Andrea Jansen             | 171–185 | 14–15    | 2017–2018 | –         | Bennys Mutter, Ex-Freundin von Enno, Freundin von Martin, Reikos Tochter, Betreiberin eines Kanuverleihs                                            |
| Katharina Wackernagel | Andrea Jansen             | –       | –        | –         | 1         | Bennys Mutter, Ex-Freundin von Enno, Freundin von Martin, Reikos Tochter, Betreiberin eines Kanuverleihs                                            |
| Janek Rieke           | Martin Schulze            | 171–185 | 14–15    | 2017–2018 | –         | Lishas Vater, Freund von Andrea, Lehrer an Lishas und Bennys Schule                                                                                 |
| Devid Striesow        | Martin Schulze            | –       | –        | –         | 1         | Lishas Vater, Freund von Andrea, Lehrer an Lishas und Bennys Schule                                                                                 |
| Oliver Bröcker        | Enno Nebatz               | 175–176 | 14       | 2017      | –         | Bennys Vater, Ex-Freund von Andrea, sitzt im Gefängnis                                                                                              |
| Weitere:              |                           |         |          |           |           | |
| Gäste:                |                           |         |          |           |           | |
| Bo Hansen             | Sven Dierksen             | 185     | 15       | 2018      | –         | Kiras Vater, Pippas und Lous Stiefvater, Freund später Verlobter und Mann von Eva Flynt, Bruder von Jörn, Fischbudenbesitzer („Sven's Fisch Kiste“) |
| Sonstige:             |                           |         |          |           |           | |
| Katharina Schütz      | Marlies Schröder-Hartmann | 174     | 14       | 2017      | –         | Direktorin |
| Jens Peter Brose      | Hannes                    | 185     | 15       | 2018      | –         | Polizist, Freund von Sven |

## 10. Generation (Folgen 186–210)
| Schauspieler         | Rollenname                                  | Folgen  | Staffeln | Jahre     | Bemerkungen |
| -------------------- | ------------------------------------------- | ------- | -------- | --------- | --- |
| Die Pfefferkörner:   |                                             |         |          |           | |
| Marlene von Appen    | Kira Dierksen                               | 186–210 | 15–17    | 2018–2021 | Stiefschwester von Pippa und Lou, Cousine von Alicia, Freundin von Levin, Halbwaise                                                                 |
| Moritz Pauli         | Levin Grevemeyer                            | 186–210 | 15–17    | 2018–2021 | Bruder von Nele, Freund von Kira |
| Ronja Levis          | Nele Grevemeyer                             | 186–210 | 15–17    | 2018–2021 | Schwester von Levin, Freundin von Tayo |
| Samuel Adams         | Tayo Okoawo                                 | 186–210 | 15–17    | 2018–2021 | Bruder von Femi, Freund von Nele, Vollwaise |
| Spencer König        | Olufemi „Femi“ Okoawo                       | 186–210 | 15–17    | 2018–2021 | Bruder von Tayo, Vollwaise |
| Die Eltern:          |                                             |         |          |           | |
| Meike Kircher        | Andrea Jansen                               | 186–204 | 15–16    | 2018–2019 | Bennys Mutter, Ex-Freundin von Enno, Freundin von Martin, Tayos und Femis Pflegemutter, Reikos Tochter, Betreiberin eines Kanuverleihs              |
| Janek Rieke          | Martin Schulze                              | 186–194 | 15       | 2018      | Lishas Vater, Freund von Andrea, Tayos und Femis Pflegevater, Lehrer an Tayos Schule                                                                |
| Bo Hansen            | Sven Dierksen                               | 186–210 | 15–17    | 2018–2021 | Kiras Vater, Pippas und Lous Stiefvater, Freund später Verlobter und Mann von Eva Flynt, Bruder von Jörn, Fischbudenbesitzer („Sven's Fisch Kiste“) |
| Silja von Kriegstein | Kristin „Krissi“ Grevemeyer                 | 187–209 | 15–17    | 2018–2021 | Levins und Neles Mutter, Ehefrau von Imke, Musikerin (Cellistin)                                                                                    |
| Lena Münchow         | Imke Grevemeyer                             | 187–209 | 15–17    | 2018–2021 | Levins und Neles Mutter, Ehefrau von Krissi, Betreiberin des „Das Goldman - Café und Kaffeerösterei“ in der Speicherstadt                           |
| Peter Badstübner     | Reiko Jansen                                | 196–210 | 16–17    | 2019–2021 | Bennys Großvater, Tayos und Femis Pflegegroßvater, Andreas Vater                                                                                    |
| Kai Lentrodt         | Dr. Sebastian Haller                        | 202     | 16       | 2019      | Levins und Neles Vater |
| Weitere:             |                                             |         |          |           | |
| Gäste:               |                                             |         |          |           | |
| Luke Matt Röntgen    | Johannes von Wied-Litzow                    | 186     | 15       | 2018      | Freund von Lisha |
| Emma Roth            | Lisha Schulze                               | 186     | 15       | 2018      | Freundin von Johannes |
| Vijessna Ferkic      | Marija Natalia „Natascha“/„Tascha“ Jaonzäns | 200     | 16       | 2019      | Cousine von Katja, Ex-Freundin von Fiete, Polizistin                                                                                                |
| Tim Tiedemann        | Laurenz Krogmann                            | 200     | 16       | 2019      | Bruder von Marie, Cousin von Sophie und Emma, Ex-Freund von Yeliz, Freund von Lilly                                                                 |
| Aurelia Stern        | Emma Krogmann                               | 200     | 16       | 2019      | Schwester von Sophie, Cousine von Laurenz und Marie                                                                                                 |
| Otto von Grevenmoor  | Till Petersen                               | 200     | 16       | 2019      | Bruder von Luke, Halbwaise |
| Jann Piet            | Ramin Dschami                               | 200     | 16       | 2019      | Bruder von Jale, Ex-Freund von Stella, Freund von Pinja                                                                                             |
| Marleen Quentin      | Mia Goldman                                 | 200     | 16       | 2019      | Schwester von Alice, Freundin von Benny |
| Jessica McIntyre     | Eva Flynt                                   | 209–210 | 17       | 2021      | Pippas und Lous Mutter, Kiras Stiefmutter, Freundin später Verlobte und Frau von Sven Dierksen, Sanitäterin                                         |
| Elyza Silber         | Philippa „Pippa“ Flynt                      | 210     | 17       | 2021      | Zwillingsschwester von Lou, Stiefschwester von Kira, sitzt im Rollstuhl                                                                             |
| Luna Winter          | Louise „Lou“ Flynt                          | 210     | 17       | 2021      | Zwillingsschwester von Pippa, Stiefschwester von Kira                                                                                               |
| Sonstige:            |                                             |         |          |           | |
| Jens Peter Brose     | Hannes                                      | 186–203 | 15–16    | 2018–2019 | Polizist, Freund von Sven |
| Katharina Schütz     | Marlies Schröder-Hartmann                   | 189     | 15       | 2018      | Direktorin |
| Ruby M. Lichtenberg  | Alicia                                      | 203     | 16       | 2019      | Cousine von Kira |

## 11. Generation (Folgen 211–223 und2. Kinofilm)
| Schauspieler           | Rollenname                | Folgen  | Staffeln | Jahre     | Kinofilme | Bemerkungen |
| ---------------------- | ------------------------- | ------- | -------- | --------- | --------- | --- |
| Die Pfefferkörner:     |                           |         |          |           |           | |
| Elyza Silber           | Philippa „Pippa“ Flynt    | 211–223 | 17–18    | 2021–2022 | –         | Zwillingsschwester von Lou, Stiefschwester von Kira, Freundin von Jonny, sitzt im Rollstuhl                                                         |
| Luna Winter            | Louise „Lou“ Flynt        | 211–223 | 17–18    | 2021–2022 | –         | Zwillingsschwester von Pippa, Stiefschwester von Kira, Ex-Freundin von Jonny                                                                        |
| Leander Pütz           | Jonny Grothe              | 211–223 | 17–18    | 2021–2022 | 2         | Bruder von Clari, Ex-Freund von Lou, Freund von Pippa, hat Legasthenie                                                                              |
| Charlotte Martz        | Clarissa „Clari“ Grothe   | 211–223 | 17–18    | 2021–2022 | 2         | Schwester von Jonny |
| Caspar Fischer-Ortmann | Tarun Singh               | 211–222 | 17–18    | 2021–2022 | 2         | |
| Die Eltern:            |                           |         |          |           |           | |
| Bo Hansen              | Sven Dierksen             | 211–220 | 17       | 2021      | –         | Kiras Vater, Pippas und Lous Stiefvater, Freund später Verlobter und Mann von Eva Flynt, Bruder von Jörn, Fischbudenbesitzer („Sven's Fisch Kiste“) |
| Jessica McIntyre       | Eva Flynt                 | 211–219 | 17       | 2021      | –         | Pippas und Lous Mutter, Kiras Stiefmutter, Freundin später Verlobte und Frau von Sven Dierksen, Sanitäterin                                         |
| Esther Roling          | Merle Lenz                | 212–223 | 17–18    | 2021–2022 | –         | Jonnys und Claris Eltern, Merle ist Lehrerin an Jonnys Schule                                                                                       |
| Markus Frank           | Peter Grothe              | 212–223 | 17–18    | 2021–2022 | –         | Jonnys und Claris Eltern, Merle ist Lehrerin an Jonnys Schule                                                                                       |
| Myriam Abbas           | Jaswinder Singh           | 216–221 | 17       | 2021      | 2         | Taruns Mutter, Meeresbiologin, Tochter von Amisha                                                                                                   |
| Weitere:               |                           |         |          |           |           | |
| Sonstige:              |                           |         |          |           |           | |
| Katharina Schütz       | Marlies Schröder-Hartmann | 212     | 17       | 2021      | –         | Direktorin |
| Jens Peter Brose       | Hannes                    | 215–217 | 17       | 2021      | –         | Polizist, Freund von Sven |
| Linda Madita Steuber   | Hanna Borklund            | 216     | 17       | 2021      | 2         | Freundin von Tarun, Jonny und Clari |
| Sema Poyraz            | Amisha Singh              | 221     | 17       | 2021      | –         | Taruns Oma, Mutter von Jaswinder |

## 12. Generation (Folgen 224–237)
| Schauspieler       | Rollenname                | Folgen  | Staffeln | Jahre     | Bemerkungen |
| ------------------ | ------------------------- | ------- | -------- | --------- | --- |
| Die Pfefferkörner: |                           |         |          |           | |
| Elyza Silber       | Philippa „Pippa“ Flynt    | 224–237 | 18–19    | 2022–2023 | Zwillingsschwester von Lou, Stiefschwester von Kira, Ex-Freundin von Jonny, Freundin von Jet, sitzt im Rollstuhl                                                         |
| Luna Winter        | Louise „Lou“ Flynt        | 224–237 | 18–19    | 2022–2023 | Zwillingsschwester von Pippa, Stiefschwester von Kira, Ex-Freundin von Jonny, Freundin von Rafa spielte in "Schloss Einstein & Die Pfefferkörner – Auf Gangsterjagd" mit |
| Kleon Sylvester    | Rafael „Rafa“ Celik       | 224–237 | 18–19    | 2022–2023 | Bruder von Milan, Cousin von Moritz und Amy, Freund von Lou spielte in "Schloss Einstein & Die Pfefferkörner – Auf Gangsterjagd" mit                                     |
| Cihan Can          | Milan Celik               | 224–237 | 18–19    | 2022–2023 | Bruder von Rafa, Cousin von Moritz und Amy spielte in "Schloss Einstein & Die Pfefferkörner – Auf Gangsterjagd" mit                                                      |
| Sheldon Nguyen     | Jet Ly                    | 224–237 | 18–19    | 2022–2023 | Halbwaise, Freund von Pippa |
| Die Eltern:        |                           |         |          |           | |
| Bo Hansen          | Sven Dierksen             | 224–237 | 18–19    | 2022–2023 | Kiras Vater, Pippas und Lous Stiefvater, Freund später Verlobter und Mann von Eva Flynt, Bruder von Jörn, Fischbudenbesitzer („Sven's Fisch Kiste“)                      |
| Jessica McIntyre   | Eva Flynt                 | 229–237 | 18–19    | 2022–2023 | Pippas und Lous Mutter, Kiras Stiefmutter, Freundin später Verlobte und Frau von Sven Dierksen, Sanitäterin                                                              |
| Julia Nachtmann    | Freya Celik               | 224–237 | 18–19    | 2022–2023 | Rafas und Milans Eltern, Freya ist Lars Schwester, Tante von Moritz und Amy und Betreiberin eines Kakaokontors, Nazim ist Polizist                                       |
| Harun Yildirim     | Nazim Celik               | 224–237 | 18–19    | 2022–2023 | Rafas und Milans Eltern, Freya ist Lars Schwester, Tante von Moritz und Amy und Betreiberin eines Kakaokontors, Nazim ist Polizist                                       |
| Thao Vu            | Cam Ly                    | 226–234 | 18       | 2022      | Jets Mutter, Schneiderin |
| Weitere:           |                           |         |          |           | |
| Gäste:             |                           |         |          |           | |
| Spencer König      | Olufemi „Femi“ Okoawo     | 225     | 18       | 2022      | Bruder von Tayo, Vollwaise (Stimmauftritt) |
| Meryem Moutaoukkil | Djamila Al-Khalil         | 236     | 19       | 2023      | Jasinas und Hakims Mutter |
| Tim Ehlert         | Lars Bruns                | 236     | 19       | 2023      | Amy und Moritz Vater, Freyas Bruder, Rafa und Milans Onkel, Betreiber eines Kakaokontors                                                                                 |
| Sonstige:          |                           |         |          |           | |
| Jens Peter Brose   | Hannes                    | 224–225 | 18       | 2022      | Polizist, Freund von Sven |
| Johannes Hegemann  | Jörn Dierksen             | 229     | 18       | 2022      | Bruder von Sven |
| Patricia Meeden    | Jenny                     | 230     | 18       | 2022      | Patentante von Lou |
| Katharina Schütz   | Marlies Schröder-Hartmann | 231     | 18       | 2022      | Direktorin |

## 13. Generation (Folgen 238–262)
| Schauspieler       | Rollenname                | Folgen  | Staffeln | Jahre     | Bemerkungen |
| ------------------ | ------------------------- | ------- | -------- | --------- | --- |
| Die Pfefferkörner: |                           |         |          |           | |
| Sophia Grande      | Jasina Al-Khalil          | 237–262 | 19–21    | 2023–2025 | Schwester von Hakim                                                                                              |
| Mads Albatros      | Hakim Al-Khalil           | 237–262 | 19–21    | 2023–2025 | Bruder von Jasina, Ex-Freund von Miri und Alina                                                                  |
| Melody Rose        | Amy Bruns                 | 237–262 | 19–21    | 2023–2025 | Halbschwester von Moritz, Cousine von Rafa und Milan, ist schwerhörig                                            |
| Jan Friedrichsen   | Moritz Bruns              | 237–262 | 19–21    | 2023–2025 | Halbbruder von Amy, Cousin von Rafa und Milan, Ex-Freund von Leo                                                 |
| Charlotte Farhadi  | Leonie „Leo“ Neumann      | 237–260 | 19–20    | 2023–2024 | Ex-Freundin von Moritz                                                                                           |
| Die Eltern:        |                           |         |          |           | |
| Meryem Moutaoukkil | Djamila Al-Khalil         | 237–262 | 19–21    | 2023–2025 | Ehefrau von Asad, Jasinas und Hakims Mutter, Betreiberin einer Imbissbude („Al-Khalil - Syrische Spezialitäten“) |
| Tim Ehlert         | Lars Bruns                | 237–262 | 19–21    | 2023–2025 | Ehemann von Mira, Amy und Moritz Vater, Freyas Bruder, Rafa und Milans Onkel, Betreiber eines Kakaokontors       |
| Zandile Darko      | Mira Elani Bruns          | 238–262 | 19–21    | 2023–2025 | Ehefrau von Lars, Amys Mutter, Moritz Stiefmutter, Polizistin                                                    |
| Nadine Quittner    | Kim Neumann               | 244–260 | 19–20    | 2023–2024 | Leos Mutter, Friseurin                                                                                           |
| Haytham Hmeidan    | Asad/Esat Al-Khalil 1     | 247–262 | 19–21    | 2023–2025 | Ehemann von Djamila, Jasinas und Hakims Vater                                                                    |
| Dennis Schigiol    | Mark Sandforth            | 258     | 20       | 2024      | Leos Vater, Betreiber einer Autowerkstatt                                                                        |
| Weitere:           |                           |         |          |           | |
| Gäste:             |                           |         |          |           | |
| Kleon Sylvester    | Rafael „Rafa“ Celik       | 238     | 19       | 2023      | Bruder von Milan, Cousin von Moritz und Amy, Freund von Lou                                                      |
| Marlene von Appen  | Kira Dierksen             | 250     | 20       | 2024      | Stiefschwester von Pippa und Lou, Cousine von Alicia, Freundin von Levin, Halbwaise                              |
| Moritz Pauli       | Levin Grevemeyer          | 250     | 20       | 2024      | Bruder von Nele, Freund von Kira                                                                                 |
| Ronja Levis        | Nele Grevemeyer           | 250     | 20       | 2024      | Schwester von Levin, Freundin von Tayo                                                                           |
| Samuel Adams       | Tayo Okoawo               | 250     | 20       | 2024      | Bruder von Femi, Freund von Nele, Vollwaise                                                                      |
| Spencer König      | Olufemi „Femi“ Okoawo     | 250     | 20       | 2024      | Bruder von Tayo, Vollwaise                                                                                       |
| Josefine Maxima    | Taara Moreau              | 262     | 21       | 2025      | Schwester von Jules                                                                                              |
| Tibet Held         | Jules Moreau              | 262     | 21       | 2025      | Bruder von Taara                                                                                                 |
| Sonja Hurani       | Fariba Ahmadi-Moreau      | 262     | 21       | 2025      | Taaras und Jules Eltern, Fariba ist Nuss- und Trockenobsthändlerin, Pascal ist Feuerwehrmann                     |
| Pascal Houdus      | Pascal Moreau             | 262     | 21       | 2025      | Taaras und Jules Eltern, Fariba ist Nuss- und Trockenobsthändlerin, Pascal ist Feuerwehrmann                     |
| Sonstige:          |                           |         |          |           | |
| Ida Zastrutzki     | Miriam „Miri“ Hader       | 247     | 19       | 2023      | Ex-Freundin von Hakim                                                                                            |
| Charlotte Schulte  | Alina                     | 257–260 | 20       | 2024      | Ex-Freundin von Hakim                                                                                            |
| Katharina Schütz   | Marlies Schröder-Hartmann | 261     | 21       | 2025      | Direktorin |

## 14. Generation (seit Folge 263)
| Schauspieler       | Rollenname           | Folgen | Staffeln | Jahre | Bemerkungen                                                                                  |
| ------------------ | -------------------- | ------ | -------- | ----- | -------------------------------------------------------------------------------------------- |
| Die Pfefferkörner: |                      |        |          |       |                                                                                              |
| Josefine Maxima    | Taara Moreau         | 263–   | 21–      | 2025– | Schwester von Jules, Freundin von Kofi                                                       |
| Tibet Held         | Jules Moreau         | 263–   | 21–      | 2025– | Bruder von Taara                                                                             |
| Ida Carlo          | Malin                | 263–   | 21–      | 2025– | Enkelin von Alva                                                                             |
| Mathieu Noël       | Kofi                 | 263–   | 21–      | 2025– | Halbwaise, wohnt in einer Wohngruppe, Freund von Taara                                       |
| Noah Lusander      | Piet                 | 264–   | 21–      | 2025– | wohnt in einer Wohngruppe                                                                    |
| Die Eltern:        |                      |        |          |       |                                                                                              |
| Sonja Hurani       | Fariba Ahmadi-Moreau | 263–   | 21–      | 2025– | Taaras und Jules Eltern, Fariba ist Nuss- und Trockenobsthändlerin, Pascal ist Feuerwehrmann |
| Pascal Houdus      | Pascal Moreau        | 263–   | 21–      | 2025– | Taaras und Jules Eltern, Fariba ist Nuss- und Trockenobsthändlerin, Pascal ist Feuerwehrmann |
| Matthieu Svetchine | Arne Frenssen        | 264–   | 21–      | 2025– | Leiter einer Wohngruppe                                                                      |
| Kirsten Sprick     | Alva Olsson          | 265–   | 21–      | 2025– | Malins Oma, betreibt ein mobiles schwedisches Café                                           |